# Donja Batina (Konjščina)
Pour les articles homonymes, voir Donja Batina.
Donja Batina est un village de la municipalité de Konjščina (comitat de Krapina-Zagorje) en Croatie. Au recensement de 2011, le village comptait 89 habitants.